# Żleb pod Wałowiec

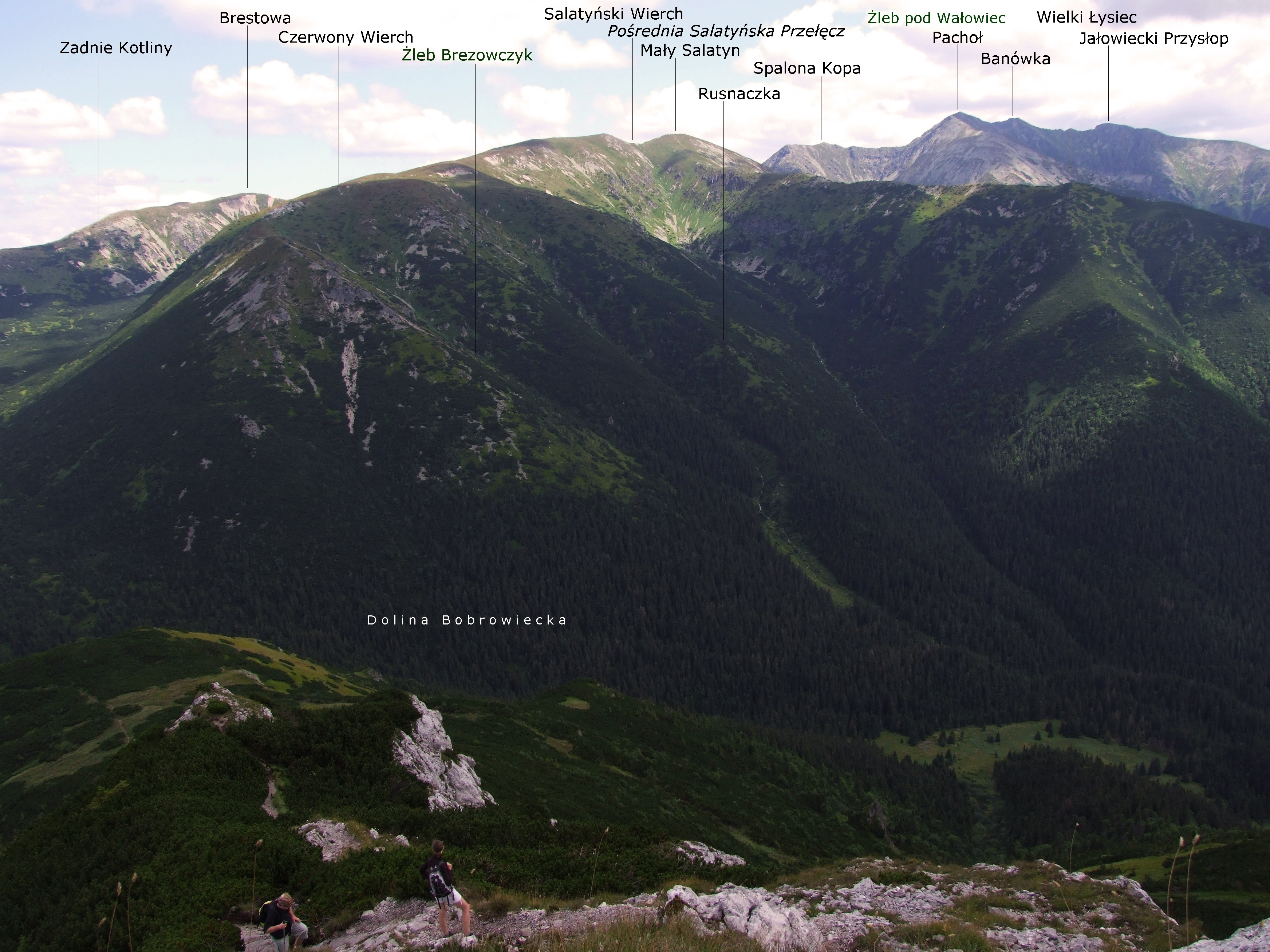
Widok z Siwego Wierchu

Żleb pod Wałowiec, dolina Podwałowiec (słow. Žľab pod Válovec, Podválovec, pod Válovec) – żleb (lub dolina) w orograficznie lewych zboczach Doliny Bobrowieckiej Liptowskiej w słowackich Tatrach Zachodnich. W górnej części Żleb pod Wałowiec ma charakter żlebu, dołem kotliny. Jest to największe boczne odgałęzienie tej doliny, nazywane też bywa doliną Podwałowiec. Opada spod Pośredniej Salatyńskiej Przełęczy w zachodnim mniej więcej kierunku do Doliny Bobrowieckiej i ma długość ok. 1,5 km. Tuż przed dnem doliny dołącza się do niego jeszcze drugi żleb – Brzezowczyk i obydwa jednym korytem uchodzą do tej doliny nieco poniżej Bobrowieckiej Polany. Dnem Żlebu spod Wałowca spływa Potok spod Wałowca (z Podválovca Potok) uchodzący do Bobrowieckiego Potoku. Południowe zbocza Żlebu pod Wałowiec tworzy Jałowiecka Hora i Wielki Łysiec, północne Czerwony Wierch i odgałęziający się od niego grzbiet Rusnaczka.
Żleb pod Wałowiec dołem jest zalesiony, wyżej porośnięty kosówką, a najwyższe partie są trawiaste. Dawniej cała Dolina Jałowiecka była intensywnie wypasana, również Żleb pod Wałowiec. Dawniej trawiaste górne jego partie zarastają stopniowo kosodrzewiną. Górną, trawiastą i bardziej stromą częścią Żlebu pod Wałowiec schodzą lawiny. Lawiny schodzą do niego również dwoma żlebami spod Wielkiego Łyśca, ze stoków Jałowieckiej Hory i z górnej części Czerwonego Wierchu.